# Eckart (Unternehmen)
Die Eckart GmbH (Eigenschreibweise: ECKART) ist ein Chemieunternehmen aus dem mittelfränkischen Hartenstein in Bayern, das zum Konzern der Altana AG gehört.
Hergestellt werden Metalleffekt- und Perlglanzpigmente, die zu Pulver, Pasten, Lacken, Konzentraten und fertigen Druckfarben für verschiedene Industriebereiche weiterverarbeitet werden.

## Produkte
Die Metalleffekt- und Perlglanzpigmente der Eckart GmbH werden in den unterschiedlichsten Anwendungsbereichen eingesetzt. So finden sie zum Beispiel als Beschichtung und Lackierung ihren Einsatz in der Automobil-, Industrielack- und Pulverlackindustrie. In der Kunststoffindustrie werden die Pigmente zum Einfärben von Platten, Profilen und Folien verwendet und auch für funktionale Anwendungen wie Korrosionsschutz bietet das Unternehmen passende Produkte. In der Kosmetikindustrie gibt es ebenfalls diverse Anwendungsmöglichkeiten; so werden die Pigmente mit ihren Matt-, Perlglanz oder Metallglanzeffekten in der dekorativen Kosmetik, aber auch in Naturkosmetik- und Bodycare-Produkten verwendet.
In den verschiedenen Anwendungsbereichen werden die Pigmente von Eckart in vielen Produktformen und Farben zum Einsatz gebracht. Durch diese große Anwendungs- und Produktvielfalt gehört Eckart zu den global führenden Herstellern von Metallic- und Perlglanz-Effektpigmenten.

## Geschichte
Die Gründung des Unternehmens erfolgte am 6. August 1876 durch Carl Eckart als kleine Goldschlägerei im bayerischen Fürth. Erst 1892 wurde das Unternehmen ins Handelsregister eingetragen und Ende der 1890er Jahre stellte man von der handwerklichen auf die industrielle Fertigung der Goldbronze um.
Um 1900 trat Jakob Eckart, der Sohn des Firmengründers Rudolf Eckart in das Unternehmen ein, worauf zwei neue Werke in Erlangen und in Nürnberg-Doos errichtet wurden.
Der „Ritter mit einer Standarte in der rechten Hand“ wurde 1901 zu Eckarts Schutzmarke. Zum Ende des Ersten Weltkrieges wurden die Einzelbetriebe in einer größeren Anlage zusammengefasst.
Am Standort Güntersthal bei Hartenstein wurde 1920 zum ersten Mal mit der Herstellung von Bronzepulver begonnen, wenige Jahre später wurde ebenfalls die Produktion von Aluminiumpulver aufgenommen.
Am 31. Mai 1934 wurde das Unternehmen Eiermann und Co. in Oberasbach, welches vormals jüdische Eigentümer hatte und ein Konkurrenzunternehmen von Eckart war, zwangsliquidiert. Zwischen 1934 und 1936 pachtete dann Carl Eckart dieses und erwarb es schlussendlich als einziger Interessent, deutlich unter Wert. Deren Anlagen nutzte Eckart dann während des Zweiten Weltkrieges für die Herstellung von Feinaluminiumpulver, welches dann wegen seiner hochreaktiven Eigenschaften als Treibstoff der V1 und V2 beigemengt wurde. Das zugehörige Gelände wurde während der Nachkriegszeit verkauft.
Später wurde die Firma zu „Standard-Bronzepulver-Werke Carl Eckart“ umbenannt.
Ende der 1950er Jahre nahm Eckart die werkseigene Forschung auf. In den 1970er Jahren begann das Unternehmen mit der Expansion ins Ausland und erwarb die Ohio Bronze Powder Company mit Sitz in Painesville, Ohio. Rund zehn Jahre später wurde in Wackersdorf in der Oberpfalz ein neues Werk zur Produktion von Aluminiumpulvern und -pasten eröffnet. In den 1980er Jahren trieb das Unternehmen die Expansion weiter voran und gründete eine Vertriebsniederlassung in London und übernahm das italienische Unternehmen MEPOSA Metalli in polvere mit Sitz in Mailand.
1997 erfolgte dann die Übernahme einer Fabrik der Reynolds Metals Company zur Herstellung von Aluminiumpulver. Gefolgt wurde dieses dann von der Übernahme der Sparte Perlglanzpigmente des finnischen Kemira dem Standort im finnischen Pori 1998. 2001 wurde das Unternehmen in zwei unabhängige Konzerne aufgeteilt. Der Bereich Effektpigmente behielt den Namen Eckart, wohingegen der Bereich Granulate seitdem als ECKA Granules auftritt.
2005 wurde die Eckart GmbH durch die Altana AG für einen Kaufpreis von 630 Millionen Euro übernommen. Daraufhin wurde Eckart als vierter Geschäftsbereich, in den Konzern integriert, das aber weiterhin als eigenes Unternehmen agiert. Diese Übernahme war die bisher größte in der Geschichte von Altana. 2007 übernahm Eckart dann das Effektpigmente-Geschäft der britischen Wolstenholme Group. Das akquirierte Geschäft umfasste Bronze- und Aluminiumpigmente. Ein Jahr später folgte die Übernahme des Pigment-Geschäfts von US Bronze Powders in New Jersey.
2021 hat die Altana AG die TLS Technik GmbH & Co. Spezialpulver KG übernommen und in den Geschäftsbereich Eckart integriert. Die TLS stellt Metallpulver für den industriellen 3D-Druck her. Das Geschäft firmiert nun als Eckart TLS.
Mitte Januar 2024 gab die Altana AG bekannt, die US-amerikanische Silberline übernehmen zu wollen. Das in Tamaqua in Pennsylvania beheimatete Unternehmen stellt mit 450 Mitarbeitern ebenfalls Farbpigmente her. Der Umsatz lag 2022 bei ca. 80 Mio. USD.

## Standorte
Neben dem Firmensitz in Güntersthal (Ortsteil von Hartenstein) hat die Eckart GmbH noch zwei deutsche Standorte in Wackersdorf und Bitterfeld. Weitere Niederlassungen des Unternehmens befinden sich in Italien, der Schweiz, Finnland, Vereinigtes Königreich, den Niederlanden, Nord- und Südamerika sowie Asien.

## Belege
1. ↑  Unternehmensbericht 2024. (altana.de [abgerufen am 21. März 2024]).
2. ↑  Profil | Eckart Germany. Abgerufen am 29. Juni 2021.
3. ↑  Helmut Mahr: Oberasbach - Tausend Jahre und mehr Bollmann Druck, Zirndorf 1995, S. 157–158
4. ↑  Gilbert Krapf: Blattgold, Blattmetalle und Bronzefarben aus Fürth, Teil IV. In: Fürther Geschichtsblätter. Nr. 1, 2010, S. 3–19. PDF (Memento vom 10. Januar 2016 im Internet Archive)
5. ↑  Wallstreet online: Altana Chemie vollzieht Erwerb der Eckart Gruppe (Memento vom 7. März 2014 im Internet Archive)
6. ↑  Geschichte - Altana AG
7. ↑  Ingenieur.de, Pressemeldung: Additive Fertigung: Strategische Übernahmen stärken AM-Angebot, 30. November 2020.
8. ↑  https://www.kunststoffweb.de/branchen-news/altana_uebernahme_des_us-farbspezialisten_silberline_t254381
9. ↑  Standorte Europa | Eckart Germany. Abgerufen am 19. Dezember 2024.